# Rinkaby
Rinkaby falu Svédországban, Skåne megyében. Kristianstad községhez tartozik. Neve ósvéd eredetű, jelentése „bajnokok faluja” (kämparnas by).
Itt rendezték meg 2011-ben a 22. Cserkész Világdzsemborit. Korábban is rendeztek már itt nagy cserkésztalálkozókat, például a Scout 2001 nemzeti nagytábort 2001-ben, valamint a Jiingijamboriit 2007-ben.

## Fordítás
- Ez a szócikk részben vagy egészben a Rinkaby című angol Wikipédia-szócikk ezen változatának fordításán alapul.  Az eredeti cikk szerkesztőit annak laptörténete sorolja fel. Ez a jelzés csupán a megfogalmazás eredetét és a szerzői jogokat jelzi, nem szolgál a cikkben szereplő információk forrásmegjelöléseként.
- Ez a szócikk részben vagy egészben a Rinkaby, Kristianstads kommun című svéd Wikipédia-szócikk ezen változatának fordításán alapul.  Az eredeti cikk szerkesztőit annak laptörténete sorolja fel. Ez a jelzés csupán a megfogalmazás eredetét és a szerzői jogokat jelzi, nem szolgál a cikkben szereplő információk forrásmegjelöléseként.